# Dombås
Dombåsⓘ ist eine Ortschaft (tettsted) mit 1163 Einwohnern (Stand: 1. Januar 2024) in der norwegischen Provinz Innlandet. Der auf 659 moh. liegende Ort ist ein bedeutender Verkehrsknotenpunkt: Südlich führt der Weg über die E6 durch das fruchtbare Gudbrandsdalen in Richtung Oslo, nördlich steigt die E6 über das Dovrefjell nach Trondheim und in westlicher Richtung zweigt die E136 ab, um dem weiteren Verlauf des Gudbrandsdal entlang dem Fluss Lågen zu folgen, und dann ins Romsdalen nach Åndalsnes abzusteigen.

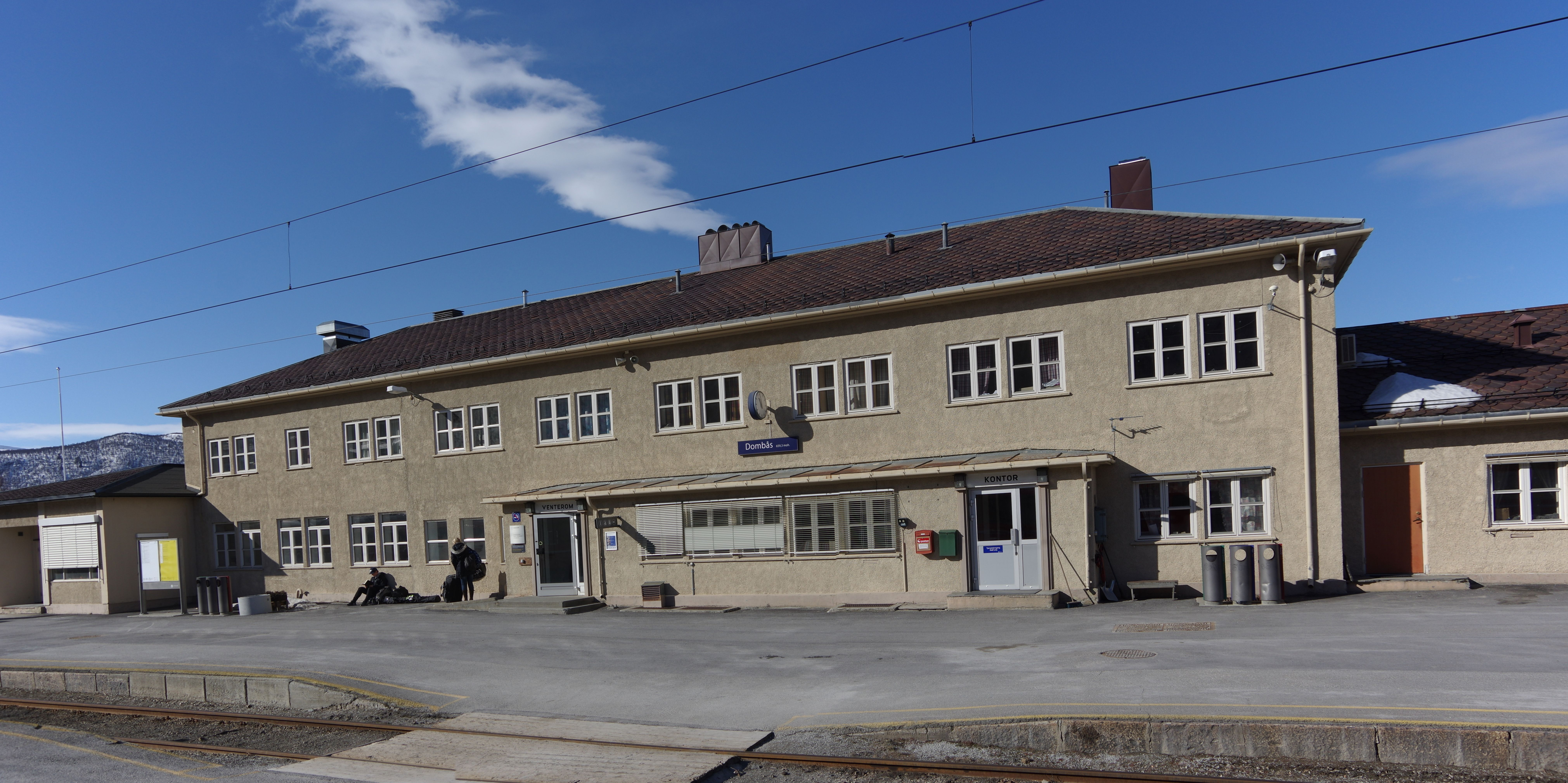
Der Bahnhof in Dombås

Während des Feldzuges in Norwegen landeten 1940 die ersten Fallschirmjäger zwischen Dombås und Dovre. Diese wurden in einem ersten Erfolg durch das Regiment von Garden og Møre geschlagen. Diese Niederlage war der erste deutsche Rückschlag auf norwegischem Gebiet.
Dombås ist Ausgangspunkt der Raumabane, die in Åndalsnes endet. Hier ist ein Umsteigen in die Dovrebahn möglich. Dombås ist mit zwei Linien (Bergen–Trondheim und Oslo–Trondheim) an das norwegische Fernbusnetz angeschlossen.
Neben einigen Hotels und Andenkenläden bildet eine kleine Kirche den Mittelpunkt des Ortes, die 1939 mit Schiefer aus dem Dovregebiet gebaut wurde.

## Klima
Dombås befindet sich in der kaltgemäßigten Klimazone (Köppen: Dfc). Im langjährigen Mittel beträgt die durchschnittliche Jahrestemperatur 0,60 °C, die durchschnittlichen Monatstemperaturen liegen im Jahresverlauf zwischen −9,65 °C und 12,21 °C.

## Bekannte Personen aus Dombås
- Ivar Ulekleiv (* 1966), Biathlet
- Emil André Ulsletten (* 1993), Snowboarder

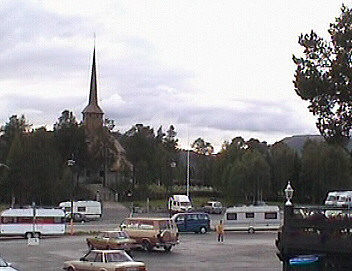
Das Ortszentrum von Dombås

- Johanne Killi (* 1997), Freestyle-Skierin
- Marcus Kleveland (* 1999), Snowboarder
- Syver Berg Domås (dreifacher Biathlon-Juniorenweltmeister 1999)